# 丹和沙伊
丹和沙伊（英語：Dan + Shay）是一個美國乡村音乐二人組，由丹·塞梅耶爾斯與沙伊·麥尼組成。兩人於2012年12月7日在纳什维尔相遇，並在相遇的次日開始創作。不到兩個月，二人即與華納/查普爾音樂簽約。
2013年10月14日，組合的首支單曲《19 You + Me》被派往鄉村電台，獲得了《鄉村樂品味》的好評。2014年4月1日，組合的首張專輯《Where It All Began》發佈。丹和沙伊曾在2014年為亨特·海耶斯、布雷克·谢尔顿等人的巡演進行開場表演。同年，他們亦開啟了為期十天的Where It All Began Tour。
2015年8月，組合在美國開啟了Just The Right Kind of Crazy Tour。2016年2月，組合第二張專輯的首波單曲《From the Ground Up》發行。同年6月3日，組合的第二張錄音室專輯《Obsessed》發行。 2018年1月，組合發行了歌曲《Tequila》，這首歌曲成為了組合單曲排行榜排位最高的歌曲，進入了榜單前40。6月22日，組合的第三張專輯《Dan + Shay》發行。

## 外部連結
- 官方網站（页面存档备份，存于）